# Microcebus gerpi
Microcebus gerpi és una espècie de primat de la família dels quirogalèids. Es tracta d'un animal nocturn endèmic de Madagascar.
Pesa 68 grams (ambdós gèneres) i és bastant gran en comparació amb altres lèmurs ratolí. La cua és de color marró gris i és relativament llarga (aproximadament 147 mm). Hi pot emmagatzemar greix per a l'estació seca. Té orelles petites, d'entre 19 i 20 mm.